# Таллинское шоссе
Та́ллинское шоссе — шоссе в Красносельском районе Санкт-Петербурга. Проходит от Балтийской железнодорожной линии до Волхонского шоссе. Является продолжением проспекта Маршала Жукова. Продолжается Красносельским шоссе.

## История
Первоначально, с 1756 года, именовалось На́рвской дорогой, поскольку ведет в сторону города Нарвы. Она шла от площади Стачек, включая современные проспект Стачек, часть проспекта Маршала Жукова (от проспекта Стачек до Балтийской железной дороги) и Красносельское шоссе.
В 1774—1778 годах употреблялось также название Старая Петербургская дорога, в 1793 году — Рижская проезжая дорога (включая Старо-Петергофский проспект), в 1837—1838 годах — Нарвский тракт, в 1843—1862 годах — Нарвское шоссе, в 1838 году — Рижский тракт. В 1779 году использовалось также название Дудеровская Красносельская дорога (исключая проспект Стачек), связанное с тем, что дорога вела на гору Дудору возле Красного Села.
В 1845 году Нарвскую дорогу переименовали в Красносельское шоссе, поскольку оно ведет в Красное Село.
16 января 1964 года ему присвоили название Таллинское в границах от проспекта Стачек до Волхонского шоссе, включая часть современного проспекта Маршала Жукова. Название связано с тем, что шоссе ведет в Таллин. Фактически название Таллинское шоссе употреблялось ранее, как минимум с 1955 года.
14 апреля 1975 года Таллинское шоссе обрезали на Балтийской железнодорожной линии, отдав северный участок в состав проспекта Маршала Жукова. При этом нумерация домов на Таллинском шоссе не была изменена, а потому она начинается с 61-го дома на нечётной стороне и с 90-го на чётной.
В 2018—2021 годах Таллинское шоссе было расширено с двух до шести полос.

## Здания и сооружения

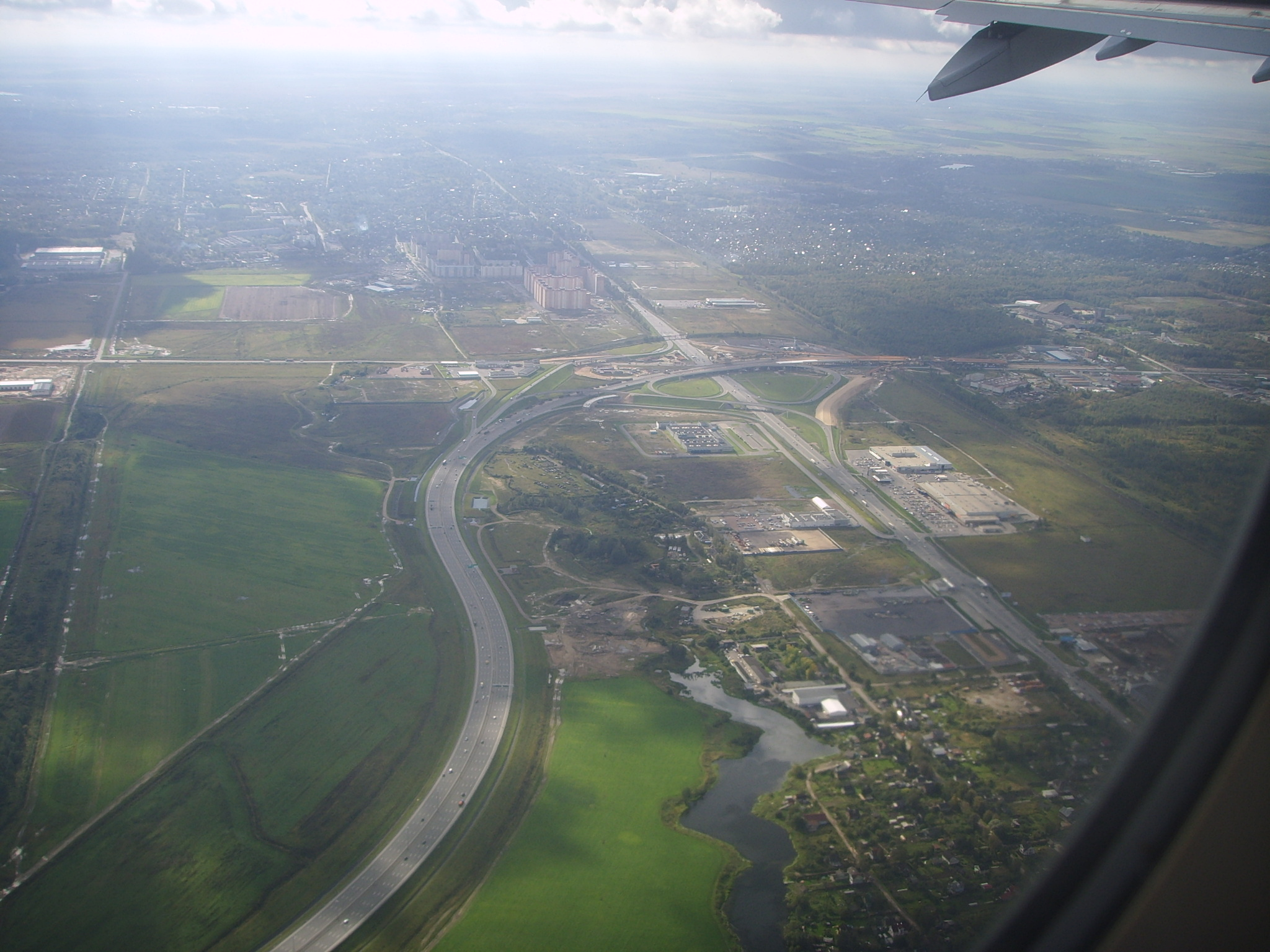
Развязка Таллинского шоссе и КАД

- «Лента» (магазин)[5]
- «Леруа Мерлен» (магазин)[6]
- Автосалон «Хонда»[7]

## Транспорт
- Автобусы: № 20, 81, 108, 145, 145Б, 145Э, 165, 181, 195, 245, 345, 481, 482, 482В, 484, 487, 546, 632, 632А, 639А
- Маршрутные такси: № 631, 650А, 650Б, 650В